# Janvilliers
Janvilliers est une commune française, située dans le département de la Marne en région Grand Est.

## Géographie

### Localisation
Janvilliers se trouve au sud-ouest du département de la Marne, en région Grand Est. La commune appartient à la région agricole de la Brie champenoise.
La commune de Janvilliers s'étend sur une superficie de 874 hectares. Sur son territoire, l'altitude varie de 208 à 236 mètres. Le relief est moins élevé aux extrémités nord-ouest et nord-est de la commune, où s'écoulent le ruisseau de la Fontaine Noire (Verdonnelle) et la Dhuis. Le point culminant de Janvilliers se trouve quant à lui au sud du village aux Hauts de Brayes.
Par la route, Janvilliers se situe à 56 km de Châlons-en-Champagne, préfecture, à 35 km d'Épernay, sous-préfecture, et à 23 km de Sézanne, bureau centralisateur du canton de Sézanne-Brie et Champagne dont dépend Janvilliers depuis 2015. La commune fait en outre partie du bassin de vie de Montmirail, commune distante de 9 km par la route.
Janvilliers est limitrophe de 7 communes :
| Corrobert  | Margny      | La Chapelle-sous-Orbais |
| Montmirail | Janvilliers | Fromentières            |
| Vauchamps  |             | Le Thoult-Trosnay       |

### Hydrographie

#### Réseau hydrographique
La commune est dans la région hydrographique « la Seine de sa source au confluent de l'Oise (exclu) » au sein du bassin Seine-Normandie. Elle est drainée par la Verdonnelle et la Dhuis,.
La Verdonnelle, d'une longueur de 26 km, prend sa source dans la commune de Champaubert et se jette dans la Dhuis à Montigny-lès-Condé, après avoir traversé neuf communes. 

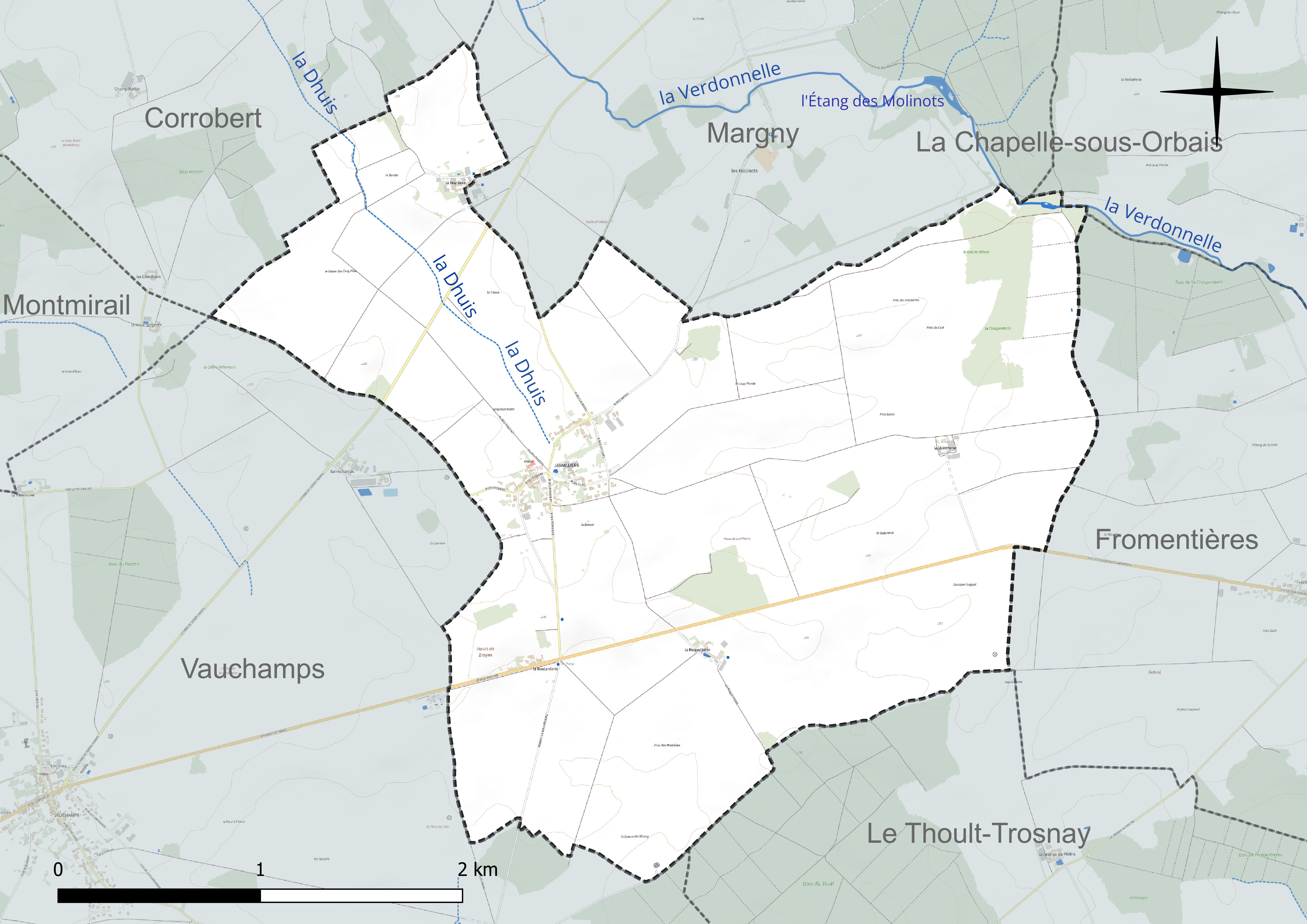
Réseau hydrographique de Janvilliers.

La Dhuis, d'une longueur de 21 km, prend sa source dans la commune et se jette dans le Surmelin à Celles-lès-Condé, après avoir traversé neuf communes. 

#### Gestion et qualité des eaux
Le territoire communal est couvert par le schéma d'aménagement et de gestion des eaux (SAGE) « Petit et Grand Morin ». Ce document de planification concerne le territoire des bassins versants du Petit Morin (630 km2) et du Grand Morin (1 185 km2) et se répartit sur trois départements (la Marne, l'Aisne et la Seine-et-Marne). Il a été approuvé le 21 octobre 2016. La structure porteuse de l'élaboration et de la mise en œuvre est le Syndicat mixte d'aménagement et de gestion des eaux (SMAGE) - EPAGE. 
La qualité des cours d’eau peut être consultée sur un site dédié géré par les agences de l’eau et l’Agence française pour la biodiversité. 

### Climat
Pour des articles plus généraux, voir Climat du Grand Est et Climat de la Marne.

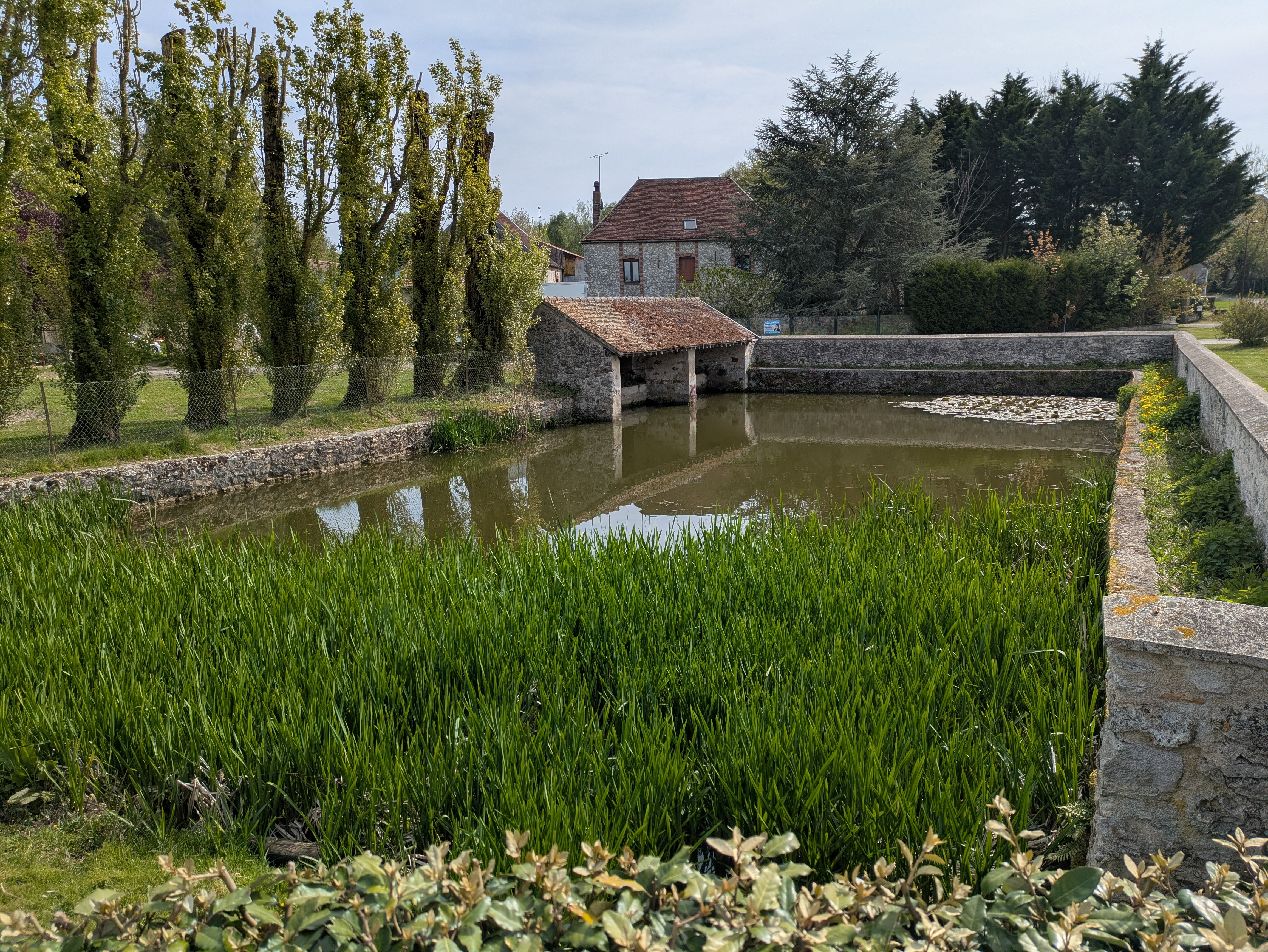
Le lavoir.

En 2010, le climat de la commune est de type climat océanique dégradé des plaines du Centre et du Nord, selon une étude du Centre national de la recherche scientifique s'appuyant sur une série de données couvrant la période 1971-2000. En 2020, Météo-France publie une typologie des climats de la France métropolitaine dans laquelle la commune est exposée à un climat océanique altéré et est dans la région climatique  Nord-est du bassin Parisien, caractérisée par un ensoleillement médiocre, une pluviométrie moyenne régulièrement répartie au cours de l’année et un hiver froid (3 °C). 
Pour la période 1971-2000, la température annuelle moyenne est de 10,3 °C, avec une amplitude thermique annuelle de 15,7 °C. Le cumul annuel moyen de précipitations est de 807 mm, avec 12,4 jours de précipitations en janvier et 8,2 jours en juillet. Pour la période 1991-2020, la température moyenne annuelle observée sur la station météorologique de Météo-France la plus proche, « Esternay-Man », sur la commune d'Esternay à 19 km à vol d'oiseau, est de 10,9 °C et le cumul annuel moyen de précipitations est de 780,5 mm. 
La température maximale relevée sur cette station est de 42,5 °C, atteinte le 25 juillet 2019 ; la température minimale est de −25 °C, atteinte le 14 février 1956,,. 
Les paramètres climatiques de la commune ont été estimés pour le milieu du siècle (2041-2070) selon différents scénarios d'émission de gaz à effet de serre à partir des nouvelles projections climatiques de référence DRIAS-2020. Ils sont consultables sur un site dédié publié par Météo-France en novembre 2022.

### Milieux naturels et biodiversité
L'Inventaire national du patrimoine naturel (INPN) recense 303 espèces sur le territoire de la commune, dont 51 espèces protégées et 20 espèces menacées.
Janvilliers ne compte aucune zone naturelle d'intérêt écologique, faunistique et floristique (ZNIEFF) ou autre espace naturel protégé sur son territoire.

## Urbanisme

### Typologie
Au 1er janvier 2024, Janvilliers est catégorisée commune rurale à habitat dispersé, selon la nouvelle grille communale de densité à sept niveaux définie par l'Insee en 2022.
Elle est située hors unité urbaine. Par ailleurs la commune fait partie de l'aire d'attraction de Montmirail, dont elle est une commune de la couronne,. Cette aire, qui regroupe 19 communes, est catégorisée dans les aires de moins de 50 000 habitants,.

### Occupation des sols
L'occupation des sols de la commune, telle qu'elle ressort de la base de données européenne d’occupation biophysique des sols Corine Land Cover (CLC), est marquée par l'importance des territoires agricoles (93,9 % en 2018), une proportion identique à celle de 1990 (93,9 %). La répartition détaillée en 2018 est la suivante : terres arables (87,8 %), prairies (5,8 %), forêts (3,3 %), zones urbanisées (2,8 %) et zones agricoles hétérogènes (0,2 %).
L'évolution de l’occupation des sols de la commune et de ses infrastructures peut être observée sur les différentes représentations cartographiques du territoire : la carte de Cassini (XVIIIe siècle), la carte d'état-major (1820-1866) et les cartes ou photos aériennes de l'IGN pour la période actuelle (1950 à aujourd'hui).

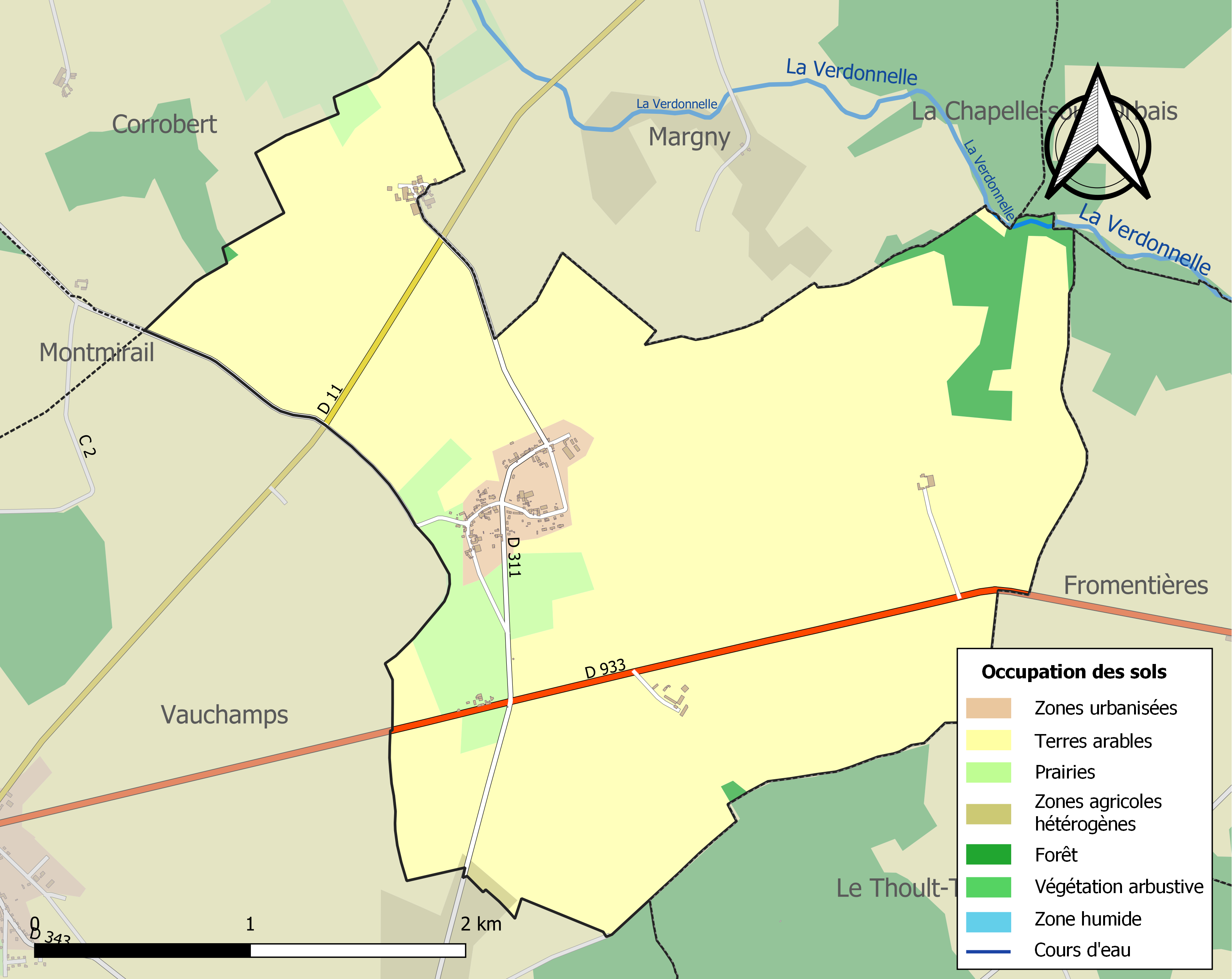
Carte des infrastructures et de l'occupation des sols de la commune en 2018 (CLC).

### Hameaux et écarts
Outre le bourg de Janvilliers, au centre-ouest de son territoire, la commune comprend deux hameaux, la Marlière au nord-ouest et la Boularderie au sud-ouest, ainsi que deux fermes isolées, la Roquetterie au sud et la Duruterie (ou la Duretterie) à l'est,.

### Habitat et logement
En 2021, Janvilliers compte 78 logements. Ces logements sont à 96 % des maisons. En raison de la prévalence des maisons, les résidences principales de Janvilliers disposent en moyenne de 5,4 pièces.
Le tableau ci-dessous présente une comparaison de quelques indicateurs chiffrés du logement pour Janvilliers, la communauté de communes de la Brie champenoise (CCBC), le département de la Marne et la France entière :
|                                                            | Janvilliers | CCBC  | Marne   | France     |
| ---------------------------------------------------------- | ----------- | ----- | ------- | ---------- |
| Ensemble des logements                                     | 78          | 4 109 | 300 919 | 37 155 918 |
| Part des résidences principales (en %)                     | 86,7        | 80,9  | 87,5    | 82,2       |
| Part des résidences secondaires (en %)                     | 4,9         | 9,3   | 3,4     | 9,7        |
| Part des logements vacants (en %)                          | 8,5         | 9,8   | 9,1     | 8,1        |
| Part des propriétaires de leur résidence principale (en %) | 80,6        | 69,2  | 52,2    | 57,5       |

À Janvilliers, 86,7 % des logements sont en 2021 des résidences principales, 4,9 % des résidences secondaires et 8,5 % des logements vacants. Par ailleurs, 80,6 % des ménages sont propriétaires de leur résidence principale. Janvilliers se démarque ainsi par un nombre supérieur à la moyenne de ménages propriétaires de leur résidence principale.
Parmi les 68 résidences principales construites avant 2019, 27,4 % avaient été construites avant 1919, 11,3 % entre 1919 et 1945, 6,5 % entre 1946 et 1970, 24,2 % entre 1971 et 1990, 12,9 % entre 1991 et 2005 et 17,7 % depuis 2006.
Entre 1968 et 2021, la nombre de logements à presque doublé à Janvilliers (avec une importante augmentation entre 2010 et 2015). Le tableau ci-dessous présente l'évolution du nombre de logements sur le territoire de la commune, par catégorie, depuis 1968 :
|                        | 1968 | 1975 | 1982 | 1990 | 1999 | 2010 | 2015 | 2021 |
| ---------------------- | ---- | ---- | ---- | ---- | ---- | ---- | ---- | ---- |
| Résidences principales | 35   | 29   | 28   | 35   | 37   | 50   | 62   | 68   |
| Résidences secondaires | 4    | 7    | 12   | 9    | 11   | 4    | 3    | 4    |
| Logements vacants      | 4    | 5    | 2    | 4    | 5    | 4    | 7    | 7    |
| Total                  | 43   | 41   | 42   | 48   | 53   | 59   | 72   | 78   |

### Voies de communication et transports

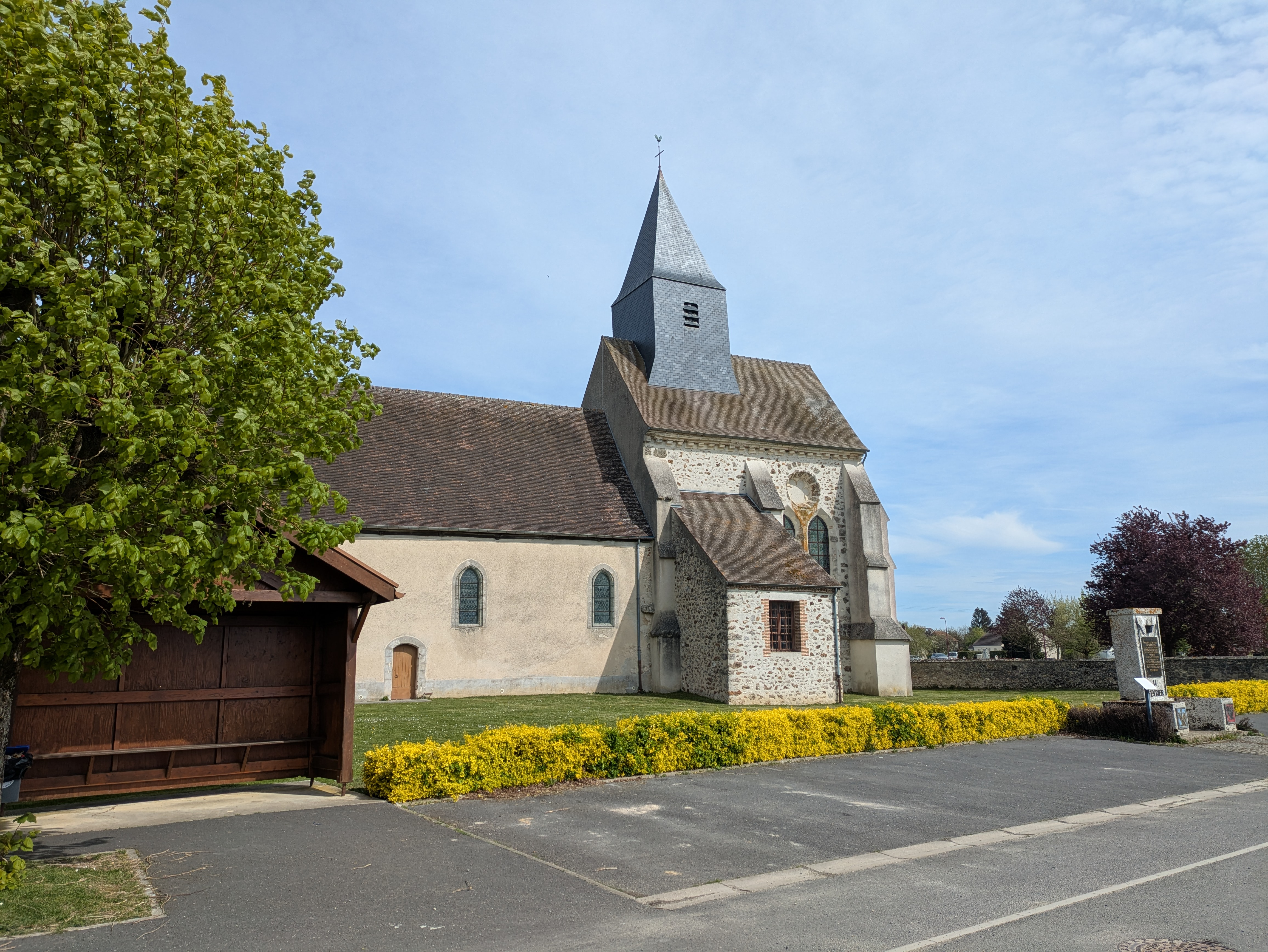
L'abribus devant l'église Saint-Léger.

Janvillers est desservie par la route départementale 11 au nord, entre Vauchamps à l'ouest et Margny puis Orbais-l'Abbaye au nord, ainsi que la route départementale 933 (ancienne route nationale 33) au sud, entre Vauchamps puis Montmirail à l'ouest et Fromentières puis Châlons-en-Champagne à l'est. Le bourg de Janvilliers se trouve entre ces deux axes principaux, auquel il est relié par la route départementale 311.

## Toponymie
Le nom de la localité est attesté sous les formes Gentovillare (1087) ; Nongentum Villare, Janvillare villa (1186-1187) ; Gainvilliers (1769) ; Jainvilliers (1778) ; Gentonillare (1783).
L'étymologie de ce toponyme (défiguré par l'aphérèse) dans le nom Janvilliers pour Nogentvilliers,  provient de l'agglutination du gaulois novientum et du latin villa qui signifie : le « nouveau domaine ».[réf. nécessaire]

## Histoire
En 1685, les Lefebvre de Maurepas étaient seigneur à Janvilliers. En 1768, Thomas de la Personne, gendarme de la garde ordinaire du roi, vicomte de Longvoisin est seigneur de Janvilliers se marie au village avec Marie Mazin de Luzard. 

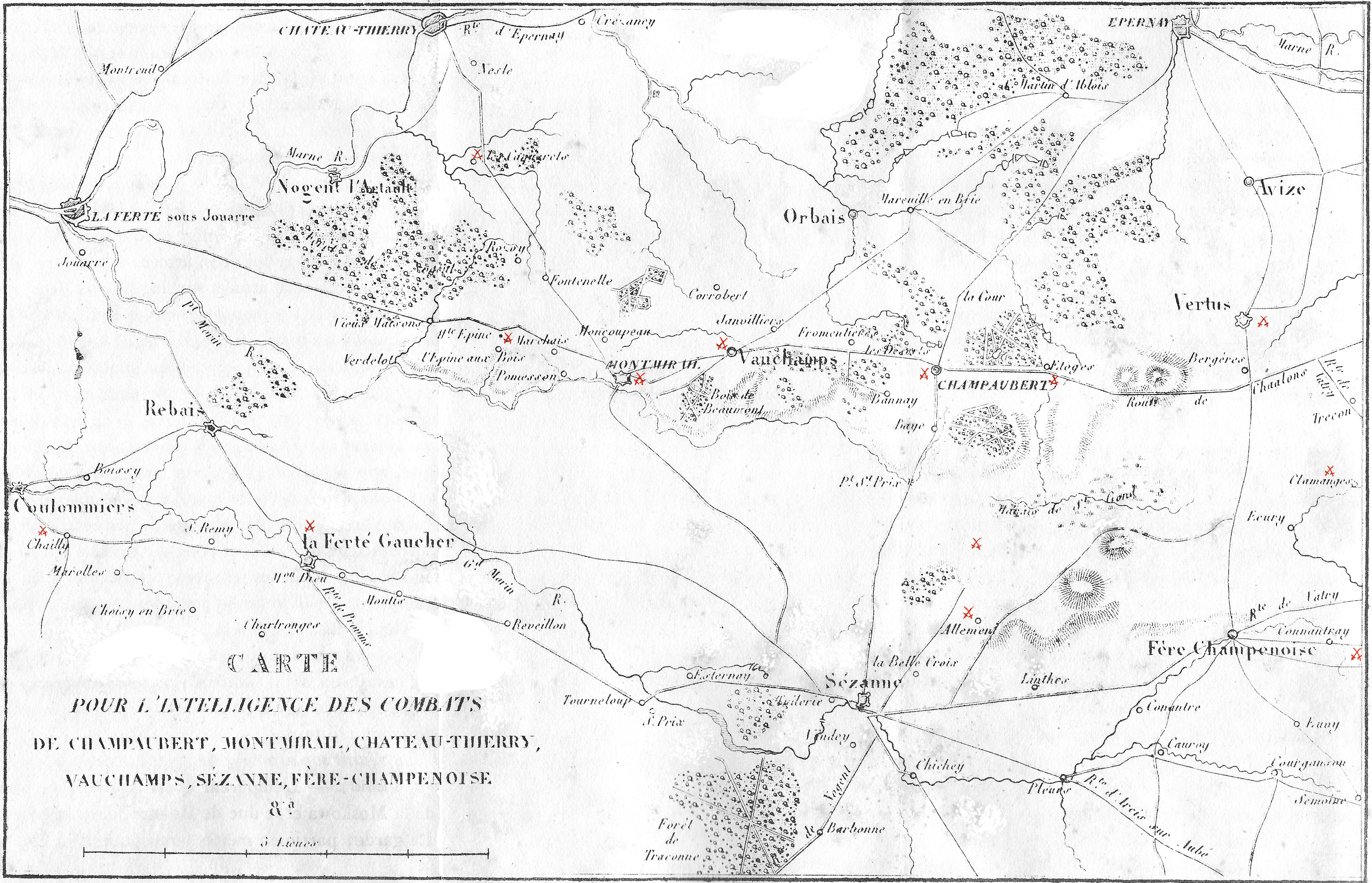
Le village parmi les champs de bataille de 1814.

Avec les Champaubert ou Bataille de Vauchamps de la campagne de France de 1814, des combats et des pillages se sont déroulés dans quelques villages voisins. Napoléon est donc passé sur les terres de Janvillers.

## Politique et administration

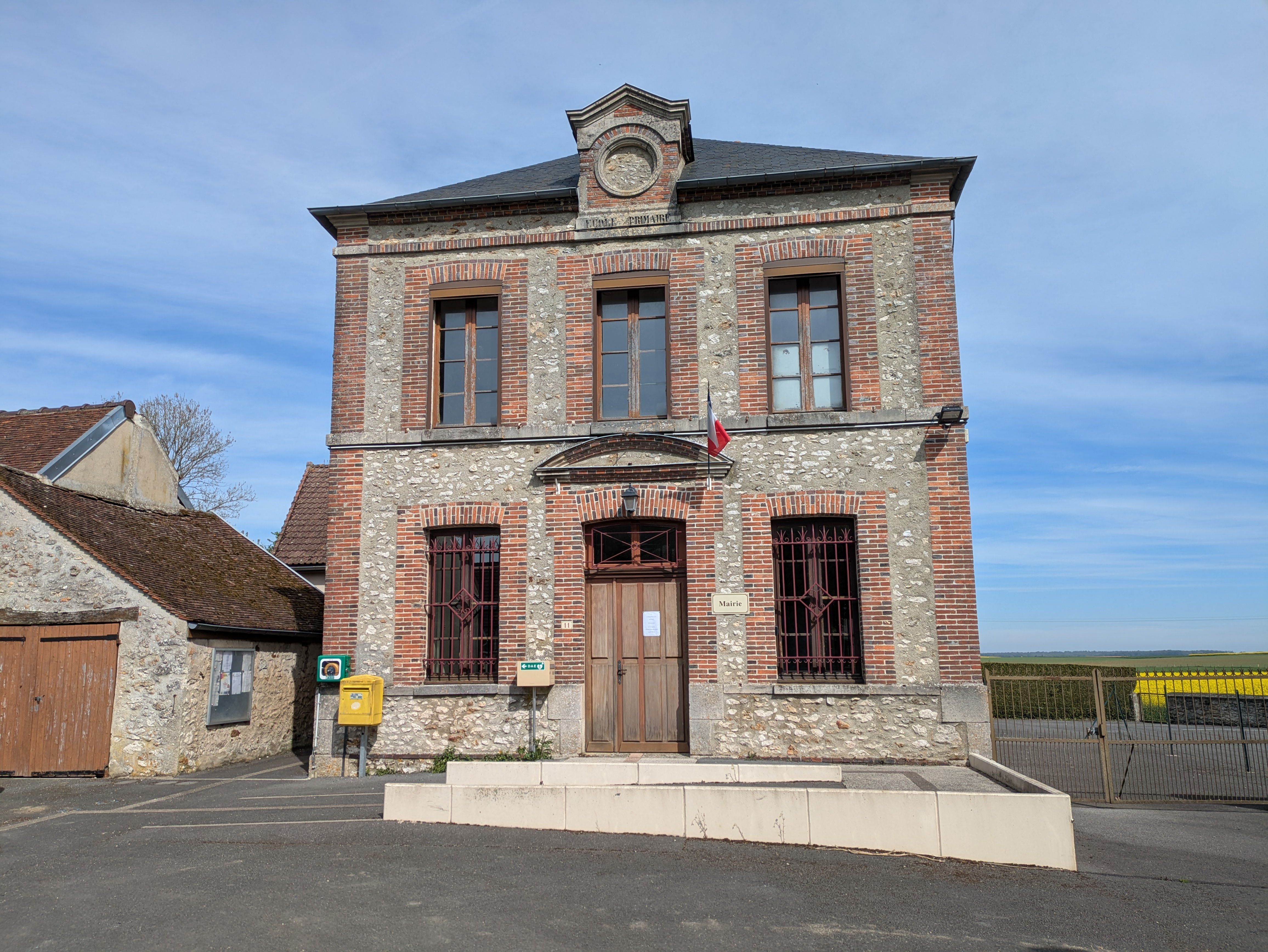
La mairie de Janvilliers.

| Période                                  | Période                      | Identité       | Étiquette | Qualité                         |
| ---------------------------------------- | ---------------------------- | -------------- | --------- | ------------------------------- |
| Les données manquantes sont à compléter. |                              |                |           |                                 |
| ?                                        | en cours en 1909             | M.MAillet      |           |                                 |
| mars 2001                                | En cours (au 4 juillet 2014) | Nicole Laurent |           | Réélu pour le mandat 2014-2020, |

## Équipements et services publics

### Eau et déchets

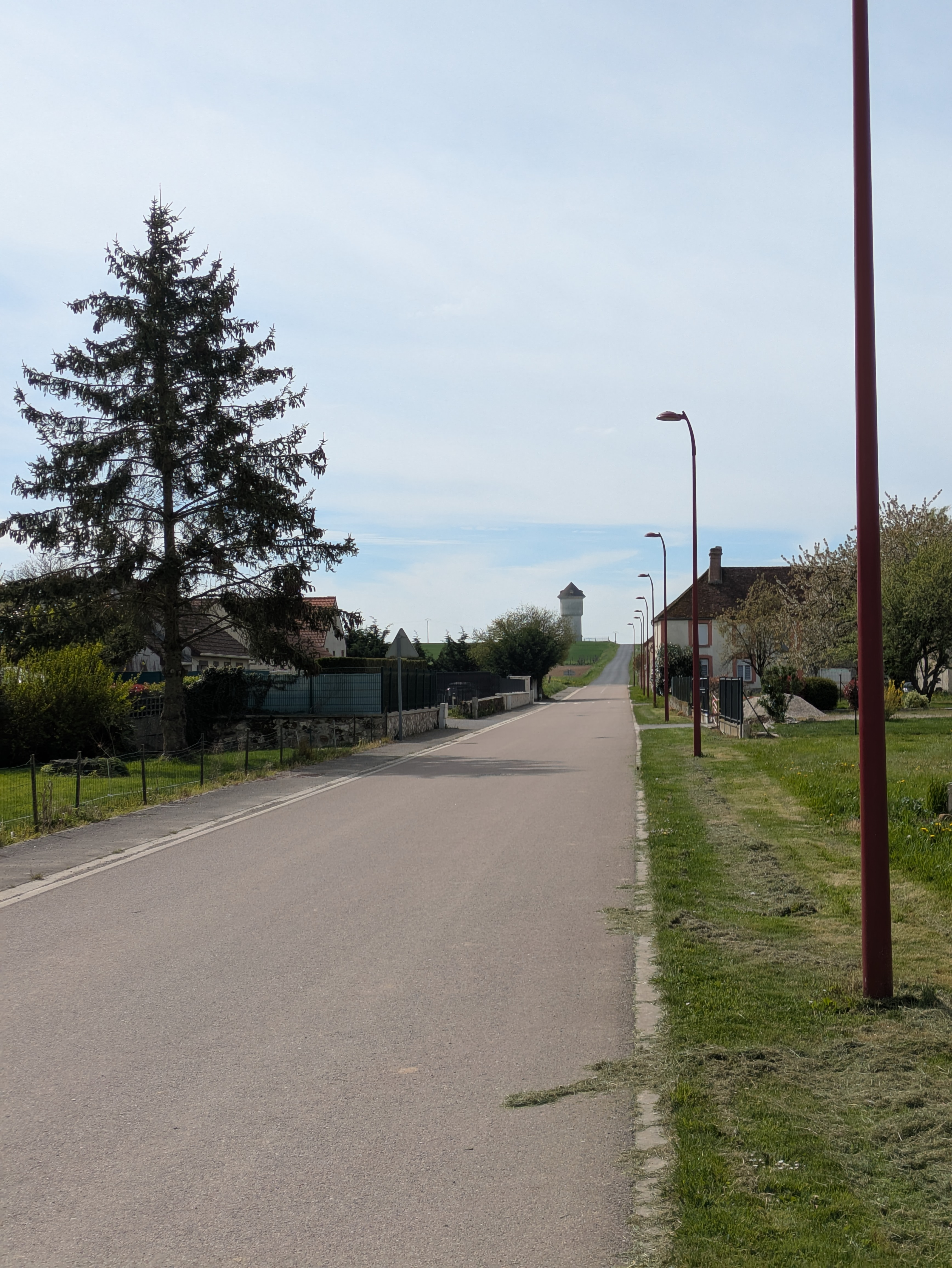
La rue des Pommiers en direction du château d'eau.

L'approvisionnement en eau potable et l'assainissement des eaux usées sont des compétences de la communauté de communes de la Brie champenoise. Janvilliers est alimentée en eau potable par les captages du Thoult-Trosnay. La production et la distribution d'eau potable font l'objet d'une délégation de service public confiée à Suez jusqu'en 2028. La commune est desservie par une station d'épuration d'une capacité de 150 équivalent-habitants située sur son territoire et gérée en régie par la communauté de communes. Les hameaux de la Boularderie, la Marlière et la Roquetterie ne sont toutefois pas raccordés à l'assainissement collectif.
La communauté de communes est également compétente en matière de déchets. La collecte des ordures ménagères résiduelles (en bac) et des déchets recyclables (en sacs translucides jaunes) est réalisée en porte à porte. La communauté de commune adhérant au syndicat de valorisation des ordures ménagères de la Marne (SYVALOM), ces déchets sont amenés au centre de transfert départemental de Sézanne puis valorisés sur le site de La Veuve. La communauté de communes propose des composteurs individuels à tarif réduit pour les biodéchets. La collecte du verre et des textiles se fait en apport volontaire. Pour les autres déchets, l'unique déchèterie de la communauté de communes est située à Montmirail, dans le hameau de Maclaunay. La collecte des déchets et la gestion de la déchèterie sont confiées à des entreprises privées par marchés publics.

### Enseignement
Janvilliers fait partie de l'académie de Reims.
La commune dépend de l'école primaire de Fromentières,. L'école primaire Marcel Jerger est située 2 route de Montmort et accueille 113 élèves de maternelle et d'élémentaire (chiffres 2024-2025).
Les jeunes de Janvilliers sont ensuite rattachés au collège de la Brie champenoise à Montmirail et au lycée La Fontaine du Vé de Sézanne.

### Postes et télécommunications
Une boîte aux lettres de La Poste se trouve sur le territoire de la commune, place des Tilleuls. Les bureaux de poste les plus proches sont situés à Orbais-l'Abbaye et Montmirail.

### Justice, sécurité et secours
Du point de vue judiciaire, Janvilliers relève du conseil de prud'hommes d'Épernay, du tribunal de commerce de Reims, du tribunal judiciaire, du tribunal paritaire des baux ruraux et du tribunal pour enfants de Châlons-en-Champagne, dans le ressort de la cour d'appel de Reims. Pour le contentieux administratif, la commune dépend du tribunal administratif de Châlons-en-Champagne et de la cour administrative d'appel de Nancy.
Janvilliers est située en secteur Gendarmerie nationale et dépend de la brigade de Montmirail.
En matière d'incendie et de secours, le centre d'incendie et de secours le plus proche est celui de Montmirail, dépendant du Service départemental d'incendie et de secours (SDIS) de la Marne.

## Population et société
Les habitants de la commune sont les Janvillarois et les Janvillaroises.

### Démographie
L'évolution du nombre d'habitants est connue à travers les recensements de la population effectués dans la commune depuis 1793. Pour les communes de moins de 10 000 habitants, une enquête de recensement portant sur toute la population est réalisée tous les cinq ans, les populations de référence des années intermédiaires étant quant à elles estimées par interpolation ou extrapolation. Pour la commune, le premier recensement exhaustif entrant dans le cadre du nouveau dispositif a été réalisé en 2007.

En 2022, la commune comptait 159 habitants, en évolution de −5,36 % par rapport à 2016 (Marne : −1,19 %, France hors Mayotte : +2,11 %).
| 1793 | 1800 | 1806 | 1821 | 1831 | 1836 | 1841 | 1846 | 1851 |
| ---- | ---- | ---- | ---- | ---- | ---- | ---- | ---- | ---- |
| 207  | 169  | 189  | 176  | 178  | 198  | 190  | 254  | 229  |

| 1856 | 1861 | 1866 | 1872 | 1876 | 1881 | 1886 | 1891 | 1896 |
| ---- | ---- | ---- | ---- | ---- | ---- | ---- | ---- | ---- |
| 222  | 222  | 225  | 205  | 170  | 170  | 183  | 180  | 192  |

| 1901 | 1906 | 1911 | 1921 | 1926 | 1931 | 1936 | 1946 | 1954 |
| ---- | ---- | ---- | ---- | ---- | ---- | ---- | ---- | ---- |
| 195  | 176  | 181  | 170  | 161  | 144  | 144  | 147  | 133  |

| 1962 | 1968 | 1975 | 1982 | 1990 | 1999 | 2006 | 2007 | 2012 |
| ---- | ---- | ---- | ---- | ---- | ---- | ---- | ---- | ---- |
| 113  | 120  | 99   | 89   | 104  | 105  | 118  | 120  | 157  |

| 2017 | 2022 | - | - | - | - | - | - | - |
| ---- | ---- | - | - | - | - | - | - | - |
| 167  | 159  | - | - | - | - | - | - | - |

### Cultes
Pour le culte catholique, Janvilliers dépend de la paroisse Saint-Vincent-de-Paul - Montmirail, au sein du diocèse de Châlons-en-Champagne.

### Médias
La presse écrite régionale comprend le quotidien L'Union, le bi-hebdomadaire Le Pays briard et l'hebdomadaire L'Hebdo du vendredi.
Parmi les stations de radio locales, il est possible de citer Ici Champagne-Ardenne et Champagne FM.

## Économie
Janvilliers gagne un peu d'argent grâce à « Geopetrol » qui travaille ses terres.

## Culture locale et patrimoine

### Lieux et monuments

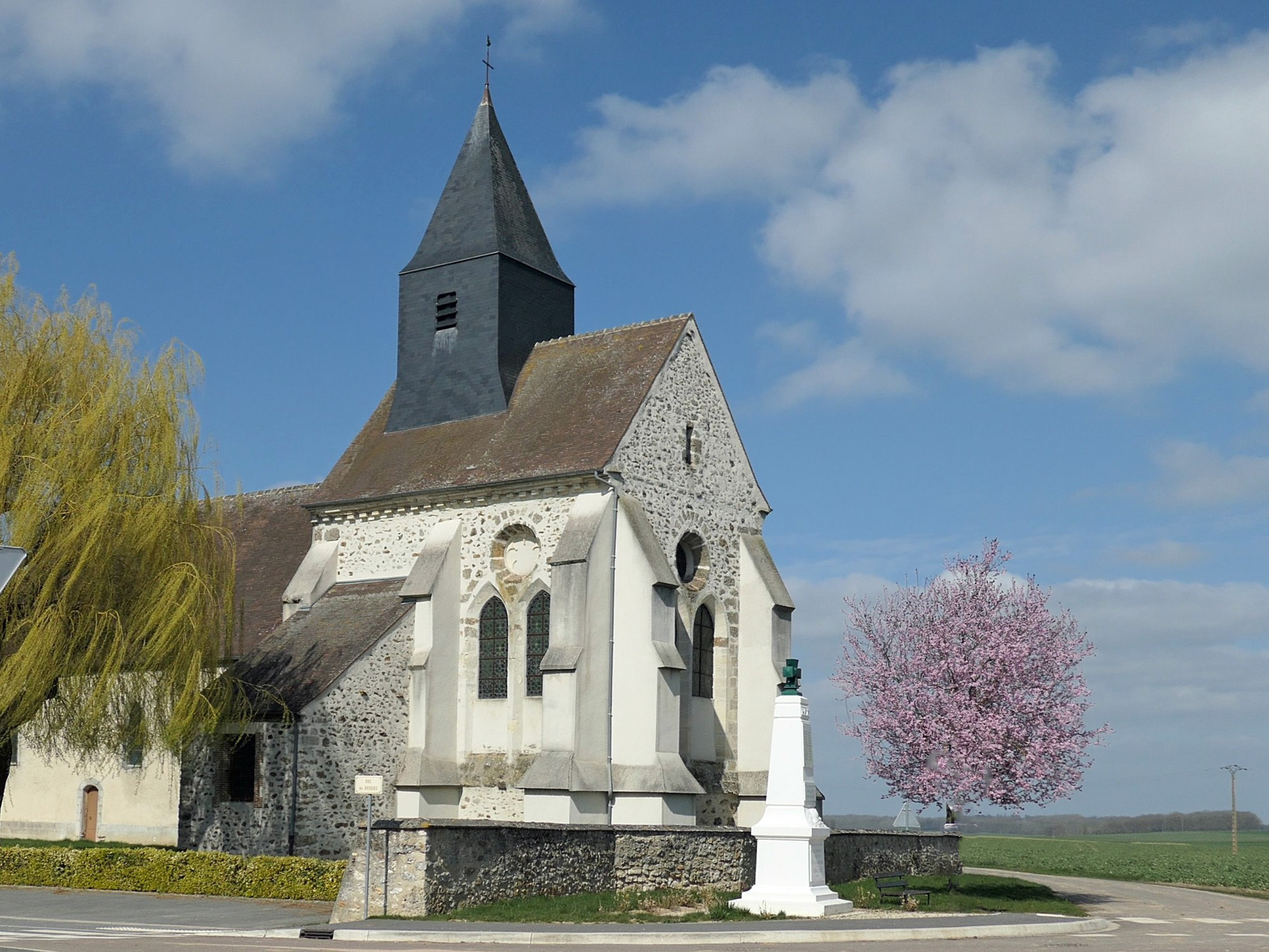
L'église Saint-Léger et le monument aux morts.

- L'église Saint-Léger.
- Le monument de 1814.
- Le monument aux morts.

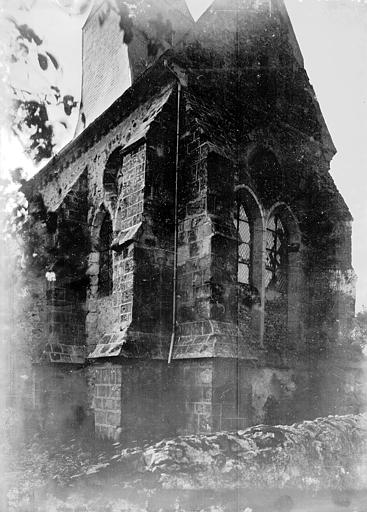
Photo ancienne du chevet de l'église.
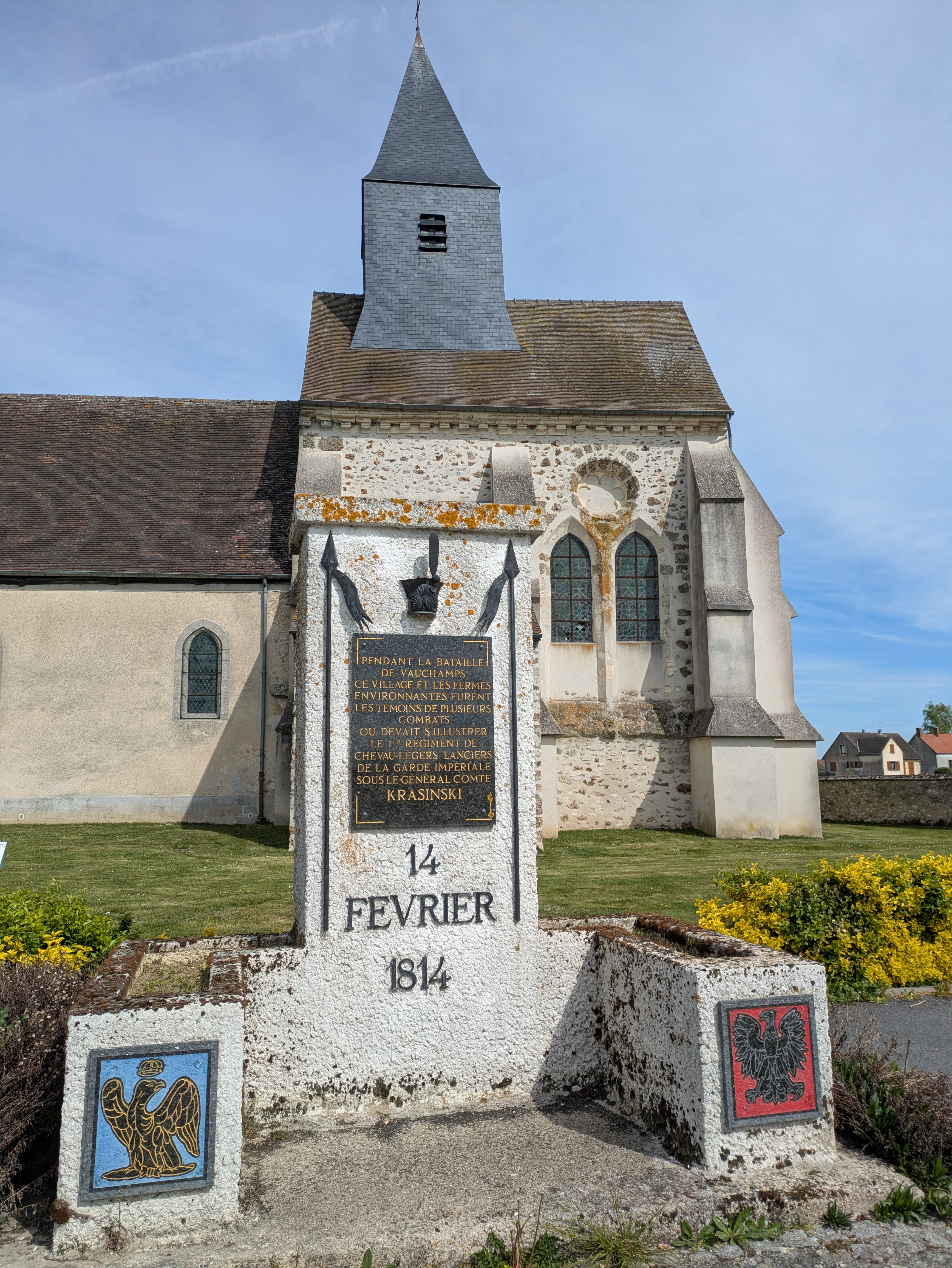
Le monument de 1814.
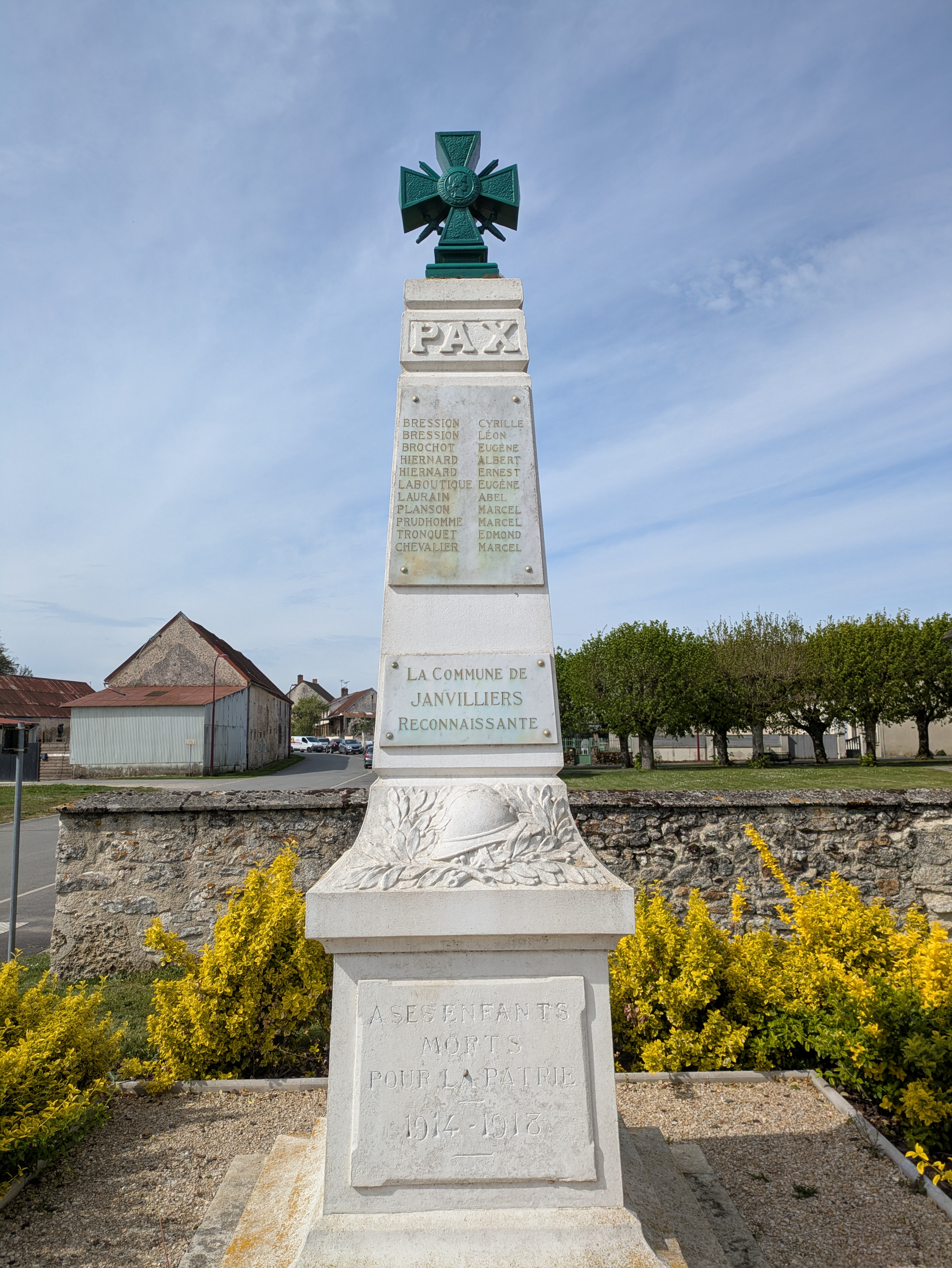
Le monument aux morts.